# Worldometer
Worldometer, anteriormente Worldometers (plural), es un sitio web de referencia que proporciona estimaciones y estadísticas en tiempo real para diversos temas basados en diferentes algoritmos. Es propiedad y está operado por la compañía de datos Dadax, que genera ingresos a través de la publicidad en línea. Está registrada en el estado de Delaware (Estados Unidos).
Forma parte del Real Time Statistics Project (‘proyecto de estadísticas en tiempo real’) y está gestionado por un equipo internacional de desarrolladores, investigadores y voluntarios.
Se encuentra disponible en 34 idiomas y cubre temas como población mundial, gobierno, economía, sociedad, medios de comunicación, medio ambiente, alimentos, agua, energía y salud.
Los cálculos se realizan sobre la base de los datos disponibles en la web, en particular por los comunicados de las agencias gubernamentales. Este es un factor de críticas ya que algunos gobiernos manipulan estas cifras.
En 2020, el sitio web alcanzó una mayor popularidad debido a las estadísticas de alojamiento relacionadas con la pandemia COVID-19, pero se cuestionó su precisión y metodología.

## Historia
Fue creado originalmente en 2004 por Andrey Alimetov (un inmigrante ruso de 20 años que acababa de obtener su primer trabajo de informática en Nueva York), que lo vendió en 2006. El sitio web se lanzó el 29 de enero de 2008. En 2011 fue votado como uno de los mejores sitios web de referencia gratuitos por la American Library Association (Asociación de Bibliotecas de los Estados Unidos).
A principios de la década de 2010, el sitio de Worldmeters puso a disposición una página web, 7BillionWorld.com, en la que los siete mil millones de personas que conforman la población mundial estuvieran representados el 31 de octubre de 2011, el día en que el número de seres humanos que viven en la Tierra alcanzaba el número de 7000 millones. 
El sitio cambió su nombre de Worldometers a Worldometer en enero de 2020. Se planea que el sitio web eventualmente migre al nombre de dominio a singular.

## Pandemia de coronavirus 2019-2020
A principios de 2020, el sitio web ganó popularidad durante la pandemia de COVID-19.
Sufrió un ataque cibernético en marzo de 2020. El sitio fue golpeado con un ataque DDoS, y luego fue pirateado unos días más tarde, lo que resultó en la visualización de información incorrecta que se mantuvo en su página de estadísticas COVID-19 durante aproximadamente 20 minutos. El sitio pirateado mostró un aumento dramático en los casos de COVID-19 en la Ciudad del Vaticano, lo que causó pánico entre algunos usuarios de las redes sociales.
Worldometer enfrentó críticas por la transparencia de la propiedad, la falta de citas a las fuentes de los datos y la falta de fiabilidad de sus estadísticas y clasificaciones COVID-19.
El mapa interactivo de COVID-19, utiliza los datos proporcionados por worldometers. Ofrece estadísticas, con sus respectivos gráficos, del número de contagios, de muertos y de recuperados.
En un recuadro Worldometer detalla los países que encabezan los casos de infectados. En su interfaz explican que sus actualizaciones se reinician «el día después de la medianoche GMT + 0. La lista de países y territorios y su clasificación regional continental se basa en el geoesquema de las Naciones Unidas».